# ابن أبي ذئب
ابن أبي ذئب ( 80 - 159 هـ) اسمه: محمد بن عبد الرحمن بن المغيرة بن الحارث تابعي من رواة الحديث.

## نسبه
الإمام الثبت العابد شيخ الوقت أبو الحارث محمد بن عبد الرحمن بن المغيرة بن الحارث بن أبي ذئب هشام بن شعبة بن عبد الملك بن أبي قيس بن عبد ود القرشي العامري المدني الفقيه، ولد سنة ثمانين للهجرة.

## روى عن
حدث عن عكرمة وشعبة بن دينار موليي ابن عباس وسعيد المقبري وشرحبيل بن سعد والزهري ونافع العمري وصالح مولى التوأمة ويحيى بن سعيد الأنصاري وخلق.

## روي عنه
ابن المبارك ويحيى القطان وأبو نعيم والقعنبي وأسد بن موسى وأحمد بن يونس وعلي بن الجعد وخلق كثير، قال أحمد بن حنبل: كان ابن أبي ذئب يشبه سعيد بن المسيب، فقيل لأحمد: أخلف مثله؟ قال: لا، وقال: كان أفضل من مالك إلا أن مالكاً أشد تنقية للرجال منه، قال الواقدي: وكان من أورع الناس وأفضلهم، ورمي بالقدر وما كان قدرياً، لقد كان يعيبهم، وكان يصلي الليل أجمع، ويجتهد في العبادة، ولو قيل له إن القيامة تقوم غداً ما كان فيه مزيد اجتهاد، وأخبرني أخوه قال: كان يصوم يوماً ويفطر يوماً، ثم سرد الصوم، وكان خشن العيش، يتعشى الخبز بالزيت، وله قميص وطيلسان يشتو فيه ويصيف، وكان من رجال العلم صرامة وقولا بالحق، وكان يحفظ حديثه لم يكن له كتاب، وكان يبكر إلى الجمعة فيصلي حتى يخرج الإمام...

## قالوا عنه
- قال أحمد: هو أورع وأقوم بالحق من مالك، دخل على المنصور فلم يهبه أن قال له الحق، وقال: الظلم ببابك فاش، وأبو جعفر أبو جعفر. قال مصعب الزبيري: كان ابن أبي ذئب فقيه المدينة. وقال أبو نعيم: حججت عام حج أبو جعفر ومعه ابن أبي ذئب ومالك، فدعا ابن أبي ذئب فاقعده معه على دار الندوة فقال له: ما تقول في الحسن بن زيد؟ قال: إنه ليتحرى العدل، فقال له: ما تقول فيّ وأعاد عليه فقال: ورب هذه البنية إنك لجائر، قال: فأخذ الربيع بلحيته فقال له أبو جعفر: كف يا ابن اللخناء، وأمر له بثلاثمائة دينار، وقيل: إن الخليفة محمد المهدي حج فدخل مسجد النبي صلى الله عليه وسلم فلم يبق إلا من قام إلا ابن أبي ذئب! فقيل له: قم فهذا أمير المؤمنين، قال: إنما يقوم الناس لرب العالمين، فقال المهدي: دعوه فقد قامت كل شعرة في رأسي.. توفي سنة تسع وخمسين ومائة.